# 久木田稔
久木田 稔（くきた みのる、1928年3月22日 - 1988年6月12日）は、日本の経営者。鹿児島県出身。

## 経歴
1951年に大阪大学法学部を卒業し、同年に宝酒造に入社。1965年5月に取締役に就任し、1970年5月に常務、1975年5月に専務を経て、1977年6月に副社長に就任し、1984年6月には社長に昇格。
1988年6月12日脳腫瘍のために社長在任時に死去。60歳没。